# 마룬족

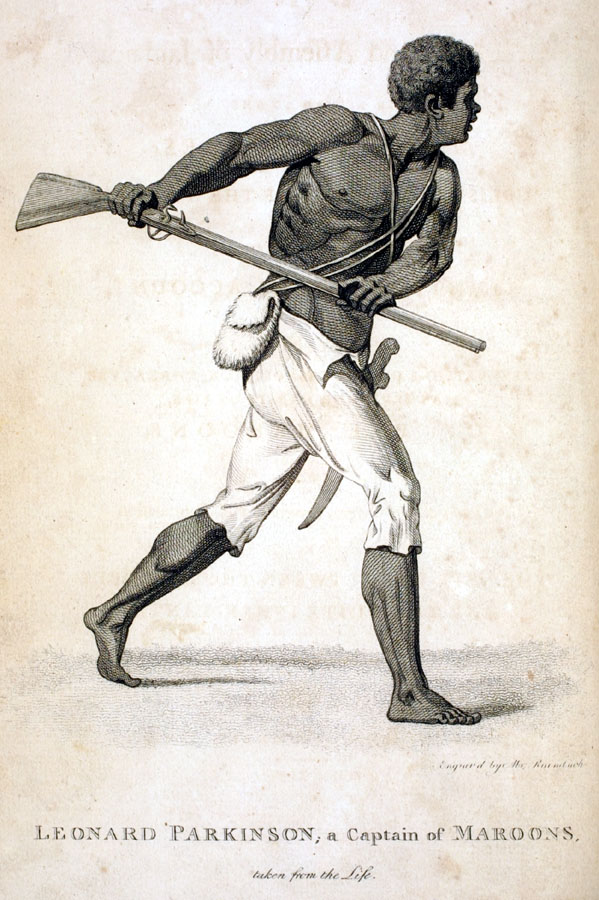
18세기에 그려진 마룬족

마룬족(Maroons)은 식민시대에 노예제에서 도망치거나 해방된 이후 아메리카나 인도양 제도 여러 곳에 자유 정착지를 형성한 흑인(아프리카계 노예)과 그 후손들을 가리키는 말이다. 이들은 종종 토착 원주민과 섞여 가리푸나족이나 마스코고 흑인 등 새로운 민족을 형성하기도 했다.

## 어원
자원 없이 버려진 사람을 의미하기도 하는 maroon은 스페인어 형용사 cimarrón이 프랑스어 marron을 거쳐 영어로 들어온 낱말로, 넓게는 '야생', '도망자'를 의미한다. 같은 철자로 적갈색의 의미는 1700년대 후반까지 나타나지 않았으며 아마 마룬족의 개념에서 영향을 받았을 것이다.

## 지리적 분포

### 인도양
17세기 네덜란드 동인도 회사에 의해 마다가스카르와 아시아에서 네덜란드령 모리셔스로 끌려온 노예 수십 명이 탈주하여 수시로 식민 당국을 습격했으며, 1710년 네덜란드가 섬을 버리고 떠날 때 그대로 남겨졌다. 이 모리셔스 마룬족은 섬의 최초 원주민으로 알려져 있으며, 몇 년 뒤 프랑스 동인도 회사가 섬에 도착하였을 때 이들과 충돌했다. 레위니옹에도 여러 마룬족 공동체가 형성되었었다.

### 카리브해
쿠바에서는 탈출한 노예들이 산속에서 타이노족 난민들과 합류하여 마룬족 공동체를 형성했다. 이들은 고립된 지역에 팔렝케(palenque)라고 불리는 마을 내지 요새를 짓고 모여 살았으며 특히 쿠바섬 서부에서 번성하였다. 스페인 식민 당국은 이들을 잡기 위해 여러 차례 군사 공격을 감행했는데, 1868년 10년 전쟁으로 쿠바가 독립하며 탈주 노예들은 자유를 얻었다.
세인트빈센트섬에서 유래한 가리푸나족은 섬 내륙으로 도망친 흑인 노예와 섬의 원주민이 섞여 형성된 민족집단이다. 도미니카와 세인트루시아에서도 비슷한 마룬족 사회가 형성되어 식민당국과 끊임없이 충돌했다.
상당수의 가리푸나족은 아메리카 본토로 쫓겨나 모스키토 해안이나 벨리즈를 비롯한 온두라스만 지역에 정착했다. 한편 온두라스의 미스키토 삼부족(Miskito Sambu)은 포르투갈 선박에서 선상 반란을 일으켜 온두라스-니카라과 해안에서 배를 난파시킨 뒤 내륙으로 도피하여 현지인과 섞인 탈주 노예의 후손들이다. 18세기 초 이들은 모스키토 해안의 주도권을 잡고 영국 당국에 협력하여 스페인 영토에 대한 광범위한 노예 습격을 주도했다.
아이티(당시 생도맹그)에서도 외딴 산악 지역으로 도망친 노예들이 마룬족이 되어 소규모 농업과 사냥을 하는 긴밀한 공동체를 형성하기도 했다. 프랑스 식민 당국은 반복되는 노예 반란에 직면했으며 1791년 마룬족 지도자 Dutty Boukman이 프랑스 농장주에 전쟁을 선포하며 아이티 혁명에 참여했다.
자메이카 마룬족은 스페인이 자메이카 섬을 점령하는 동안 노예제에서 탈출하여 내륙의 타이노족과 합류하여 형성한 난민 공동체로, 많은 이들이 1655년 영국의 자메이카 침공을 둘러싼 혼란 중에 자유를 얻었다. 영국은 제1차 마룬 전쟁으로 불리는 무력 충돌 끝에 이들과 평화 협정을 맺고 자치권을 인정했다. 이후 이 마룬족들은 새롭게 탈출한 노예들을 사냥하는 대가로 영국 당국으로부터 돈을 받았다. 1795년에는 트릴로니 타운(Trelawny Town)의 마룬족이 영국 당국과 충돌하여 제2차 마룬 전쟁이 일어났고, 마룬족의 항복 이후 영국은 이들을 노바스코샤를 거쳐 시에라리온으로 이주시켰다. 1840년대에 트릴로니 마론족 중 200명 가량이 자메이카로 돌아왔다. 2차 마룬 전쟁 이후 유일하게 자치권을 유지한 마을은 아콤퐁(Accompong)이었다.

### 미국
블랙 세미놀은 13개 식민지에서 탈출하여 세미놀족 인디언과 합류한 흑인 노예의 후손으로, 스페인 제국 하에서 더 많은 자유를 누리며 플로리다 지역에서 가장 성공적인 마룬족 공동체를 형성하였다. 이들은 1830년대 세미놀족과 함께 인디언 준주로 강제이주되었다.
일리노이, 루이지애나, 노스캐롤라이나, 버지니아 등 다양한 주에서 마룬족 공동체의 역사가 발견되며, 이들은 주로 호수 앞이나 습지 등 접근이 어려운 지역에 거주했다.

### 브라질
브라질에서는 킬롬보(quilombo)라는 마룬족 정착지들이 존재했으며 가장 잘 알려진 사례는 17세기 초 알라고아스 지역에 건국되어 3만 명 이상의 자유민을 거느리고 줌비(Zumbi)라는 왕이 통치하던 팔마레스(Palmares)이다. 이곳에 사는 마룬족 주민들은 킬롬볼라(quilombola)라고 불렸다. 킬롬보는 계속해서 형성되고 파괴되었으나 킬롬볼라들의 후손 중 상당수는 노예 해방 이후에도 역사적인 킬롬보 정착지에 살고 있다. 1988년 브라질 헌법에서 이들의 원주민 지위가 인정되었다.

### 콜롬비아
카리브해 연안에 여전히 팔렌케로 크리올을 사용하는 산 바실리오 데 팔렝케(San Basilio de Palenque) 등 마룬족 공동체가 남아있다.

### 기아나
마룬족은 영국, 네덜란드, 프랑스가 나누어 지배한 기아나 지역에서 편재했으며 오늘날까지 마룬족의 후손은 수리남 인구의 15%, 프랑스령 기아나 인구의 22%를 차지한다. 특히 수리남에서는 부시넹게(Bushinengues)로 알려진 탈주 노예들이 내륙으로 도망쳐 현지 원주민과 합류하여 여러 독립적인 부족 집단을 형성하였으며, 부족명으로 사라마카족(Saramaka), 파라마카족(Paramaka), 은주카족(Ndyuka), 퀸티족(Kwinti), 알루쿠족, 마타와이족 등이 있다.

## 같이 보기
- 아프리카계 라틴아메리카인
- 노예 반란